# Parafia Niepokalanego Poczęcia Najświętszej Maryi Panny w Wielkim Garcu
Parafia Niepokalanego Poczęcia Najświętszej Maryi Panny w Wielkim Garcu – parafia rzymskokatolicka, znajdująca się w diecezji pelplińskiej, w dekanacie Pelplin.